# Skip-stop

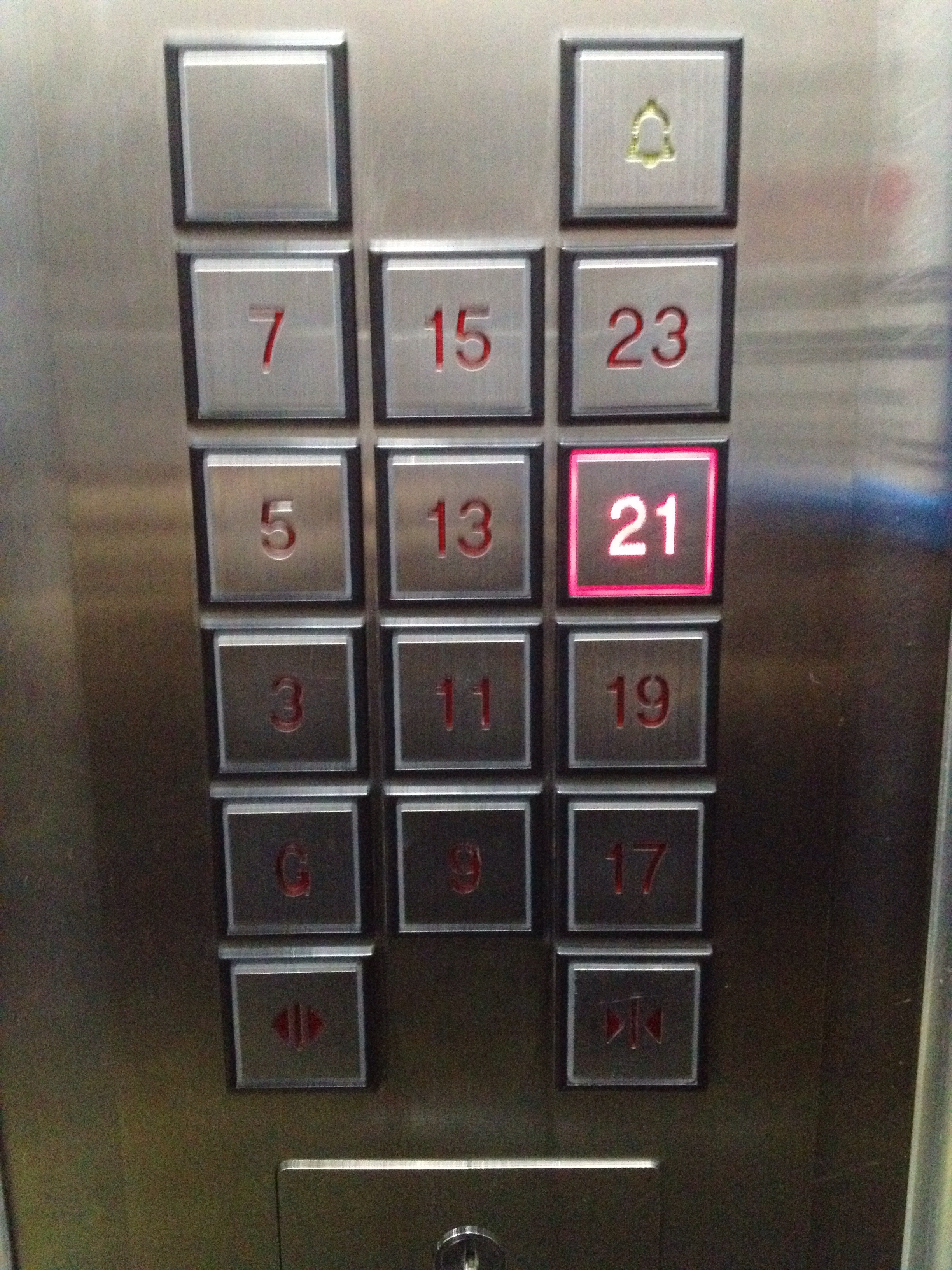
Ascenseur ne desservant que les étages impairs.

Le skip-stop ou desserte alternée est une procédure de desserte de transport public où l'ensemble des véhicules ne dessert pas systématiquement tous les arrêts. Par exemple, sur une même ligne, deux véhicules peuvent desservir tous les arrêts majeurs et se répartir les arrêts moins importants, chaque véhicule les desservant alternativement.
On peut retrouver un tel type de desserte dans le domaine ferroviaire comme pour des lignes de bus. Ce type de procédure peut s'appliquer aussi dans des ascenseurs qui desservent alternativement les étages d'un bâtiment, par exemple un ascenseur desservant les étages pairs et un autre les étages impairs.
Ce type de déserte est principalement utilisé dans les grandes métropoles des États-Unis et d'Asie.

## Exploitation ferroviaire

Deux types de véhicules s'arrêtant à des gares différentes

Dans le transport ferroviaire, on parle de « saut de puce » lorsque la desserte de gares intermédiaires est réalisée alternativement par deux trains ; seules les gares aux extrémités d'un tronçon ou d'une ligne étant desservie par les deux. Le temps de parcours est amélioré pour tous les trajets directs entre les gares d'extrémité et les autres, mais nécessite un changement, voire un demi-tour dans une gare d'extrémité, pour aller d'une gare intermédiaire à une autre. 
Dans certains systèmes, comme le Métro de New York, les dessertes différentes sont considérées comme deux lignes distinctes (J/Z, les ex-lignes 1/9, et, autrefois, le D/Q — dernière ligne qui avait elle-même deux services distincts), comme si les deux services étaient des lignes séparées et pas deux différents motifs de desserte d'une même ligne. Sur d'autres systèmes, tels que la Market-Frankford Line du métro de Philadelphie, elles sont visuellement différentiées par des repères lumineux sur le train, et les stations sautées par la moitié des trains sont désignées "A" et "B" selon le véhicule qui s'y arrête.
Le métro de Chicago utilisa de tels types de desserte à partir des années 1940 jusqu'au début des années 1990, date à laquelle tous les services devinrent omnibus, afin de réduire l'attente et la nécessité de correspondance pour aller d'une station A à une station B d'une même ligne.
Le métro de Santiago utilise des dessertes alternées sur la ligne 2, la ligne 4 et la ligne 5 le matin et le soir aux heures de pointe; les trains sont repérés en rouge et vert. Ils desservent les stations de leur couleur ainsi que quelques stations communes (estaciones comunes). Cette desserte aurait permis une augmentation du débit de 34,5 à 38 trains par heure, avec une flotte constante
Peu de lignes ferroviaires urbaines chinoises utilisent une telle stratégie.

## Exploitation de bus
Contrairement aux trains, les bus peuvent généralement se doubler, ce qui simplifie l'organisation d'une telle desserte et surtout permet une meilleure efficacité. Ladite desserte réduit les temps de déplacement et augmente le nombre de bus, mais augmente la complexité du réseau, ainsi que le nombre moyen de correspondances. 
Le système est utilisé à Seattle (Washington, États-Unis) sur la partie centrale des 2e, 3e et 4e avenues.
Il est également utilisé à Portland (Oregon, États-Unis), depuis 1977.